# Alytana
Alytana és un gènere monotípic d'arnes de la família Crambidae. Conté només una espècie, Alytana aldabralis, que es troba a les Seychelles, on s'ha registrat a Aldabra i Assomption.